# فومبیو
فومبیو (به ایتالیایی: Fombio) یک کومونه در ایتالیا است که در استان لودی واقع شده‌است.

## خصوصیات
فومبیو ۷٫۴ کیلومترمربع مساحت و ۱٬۸۳۶ نفر جمعیت دارد.